# Olive (logiciel)
Pour les articles homonymes, voir Olive (homonymie).
Olive est un éditeur vidéo non linéaire gratuit et à code source ouvert pour Linux, macOS et Windows. Contrairement à la plupart des autres logiciels de montage vidéo open source, il n’est pas basé sur le MLT et a pour cible les prosommateurs et les professionnels. Le projet a été lancé en novembre 2018 par mattkc, et son créateur le considère toujours comme un logiciel en version alpha.

## Caractéristiques du développement
Il est écrit en langage C++ et utilise les bibliothèques Qt pour l'interface, OpenGL pour le rendu, FFmpeg pour l'encodage et décodage audio-vidéo, et OpenImageIO (en) (oiio) pour l'affichage des images avec gestion de la colorimétrie,
La version continuous build est une réécriture quasi complète du logiciel commencée en mai 2019.